# Ктир

Ктир на ілюстрації в українському виданні «Гіперіона»

Ктир (англ. Shrike, букв. сорокопуд, деколи може вживатися англійське оригінальне ім'я — Шрайк) — вигаданий наскрізний персонаж роману-епопеї «Пісні Гіперіона» американського письменника-фантаста Дена Сіммонса. Має вигляд високої людиноподібної істоти, повністю покритої металевими лезами. Відомий тим, що жорстоко вбиває всіх, хто опиняється у його володіннях, насаджуючи на шипи, але поодиноким дарує здійснення одного бажання. Оригінальна назва відсилає до птаха сорокопуда, що насаджує свою здобич на колючки рослин.
Місцем «проживання» Ктира є планета Гіперіон, а саме — її таємничі споруди, Гробниці Часу, які оточені антиентропійними полями і рухаються з майбутнього в минуле. Ктир є об'єктом поклоніння Церкви останньої спокути (Церкви Ктира), його також називають Повелителем Болю, Аватарою, Янголом останньої спокути. Згідно вірувань Церкви Ктира, коли настане Судний день, Гробниці відчиняться, Володар Болю буде звільнений від кайданів часу і принесе загибель людству за його гріхи.

## Зовнішній вигляд
Виглядає Ктир як триметрового зросту людиноподібна істота з чотирма руками і вагою близько тони. Все його тіло вкрите металевими шипами і колючим дротом, переливається ртутним блиском. Пальці мають вигляд довгих скальпелів, а ступні — вигнутих лопатей. На лобі знаходиться кривий тридцятисантиметровий клинок, з грудини стирчить довгий шип, на який він наколює своїх жертв, коміром із шипів оточена шия. Часто акцентується увага на палаюче-червоних фасеткових очах. Також описується, що обличчя в Ктира — зі сталі, хрому і кості; таким чином, Ктир — частково органічна істота.

## Можливості
Ктир вільно поводиться з часом, проходячи крізь вимір Зв'язкової Порожнечі. Сторонньому спостерігачеві здається, що Ктир зникає в одному місці і миттєво з'являється в іншому — насправді, він сповільнює час або навіть цілком його зупиняє навколо, що дозволяє швидко, з точки зору сторонніх спостерігачів, подолати великі відстані. Починаючи з кінця другої книги циклу, Ктир вже не є прив'язаний до планети Гіперіон і може з'являтись на космічних кораблях чи інших світах. Ктир невразливий до жодної відомої зброї чи агресивного середовища. Тільки електромагнітний імпульс здатний тимчасово сповільнити його.
В легендах про Ктира згадується Древо Болю — величезне металеве дерево, чиї гілки є довгими розгалуженими шипами. Жертв Ктира, а також паломників, яких він визнав за недостойних, чекає страшна доля бути настромленим на один із таких шипів, де вони зазнають несамовитих мук впродовж багатьох років. На думку церкви, найстрахітливіша можливість Ктира — це видалення штучного органа хрестоформи, який забезпечує безсмертя. Зазвичай видалити хрестоформу, не вбивши носія, неможливо, оскільки вона проростає в усе тіло. Проте Ктир вирізає її, лишаючи людину без жодних слідів операції.

## Походження
Достеменно походження Ктира невідоме. В романі «Падіння Гіперіона» описується, що в далекому майбутньому Абсолютний інтелект ТехноКорду створив багатьох Ктирів, які боролися з Абсолютним інтелектом людства за доступ у Гробниці Часу. Пізніше згадується про те, як риси особистості й ДНК Федмана Кассада було використано у створенні Ктира-захисника людства. Тому вважається, що в різний час персонажам «Пісень Гіперіона» зустрічаються різні Ктирі.